# Одоманти
Одомантите (на старогръцки: Ὀδόμαντες, Odomanti, Odomantes) са тракийско племе, живяло първо западно от Стримон (днешна Струма) на Халкидически полуостров.
От там те са прогонени от македонците в територията източно от Стримон. През класическата епоха те са живели на западните склонове на планината Пангеон. Тукидид указва, че през 429 г. пр. Хр., по времето на похода на одрисите на Ситалк против македонците, те са населявали тази територия. Одомантите участват в извличането на земните богатства в Пангеон и са заплашвани от таситите (от Peraia). Персийският военачалник Мегабаз среща трудности с одомантите при походите си в Тракия. Одомантският цар Полес дава голяма войска от наемници за тракийския поход на спартанеца Клеон. Одомантите и другите тракийски племена от територията на Стримон се съпротивляват и на похода на Ксеркс I против Гърция.
През римско време територията, където живеят одомантите, се нарича Terra Odomantica.
Според Ликофрон Ситон, син на Посейдон или Арес, e тракийски цар на племето одоманти или хадоманти в Пеония на полуострив Ситония.